# حزب الوحدة الكيني
حزب الوحدة الكيني هو حزب سياسي في كينيا. تأسس في عام 2011 وكان من بين 59 حزبا مسجلًا رسميًا بموجب قانون الأحزاب السياسية في عامي 2011 و2012. حصل على 11 مقعدا في انتخابات 2013.